# Exceso de mortalidad en la Unión Soviética bajo Iósif Stalin

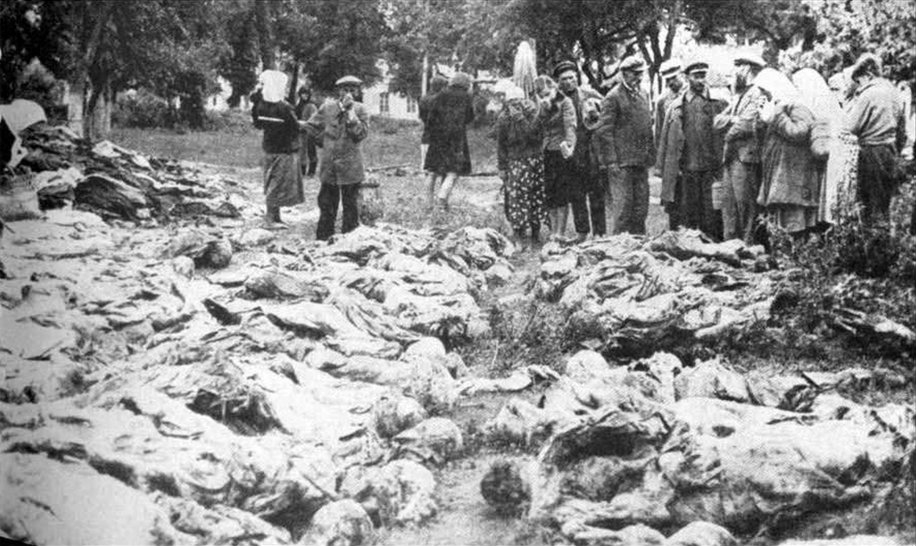
Fosa común exhumada de la masacre de Vínnitsa

El número de muertes atribuibles al revolucionario y dictador soviético Iósif Stalin varían ampliamente. El consenso académico afirma que los materiales de archivo desclasificados en 1991 contienen datos irrefutables muy superiores a las fuentes utilizadas antes de 1991, como declaraciones de emigrados y otros informantes.
Antes de la disolución de la Unión Soviética y de las revelaciones de los archivos, algunos historiadores estimaban que las cifras de asesinados por el régimen de Stalin eran de 20 millones o más. Después de la disolución de la Unión Soviética, se desclasificó la evidencia de los archivos soviéticos y se permitió a los investigadores estudiarla. Este contenía registros oficiales de 799.455 ejecuciones (1921-1953), alrededor de 1,7 millones de muertes en el Gulag, unas 390.000 muertes durante el reasentamiento forzado de la dekulakización, y hasta 400.000 muertes de personas deportadas durante la década de 1940, con un total de alrededor de 3,3 millones de víctimas registradas oficialmente en estas categorías. Según el historiador Stephen Wheatcroft, aproximadamente 1 millón de estas muertes fueron "intencionadas", mientras que el resto ocurrió por negligencia e irresponsabilidad. Las muertes de al menos 5,5 a 6,5 millones de personas en la hambruna soviética de 1932-1933 a veces, aunque no siempre, se incluyen entre las víctimas de la era de Stalin.

## Eventos

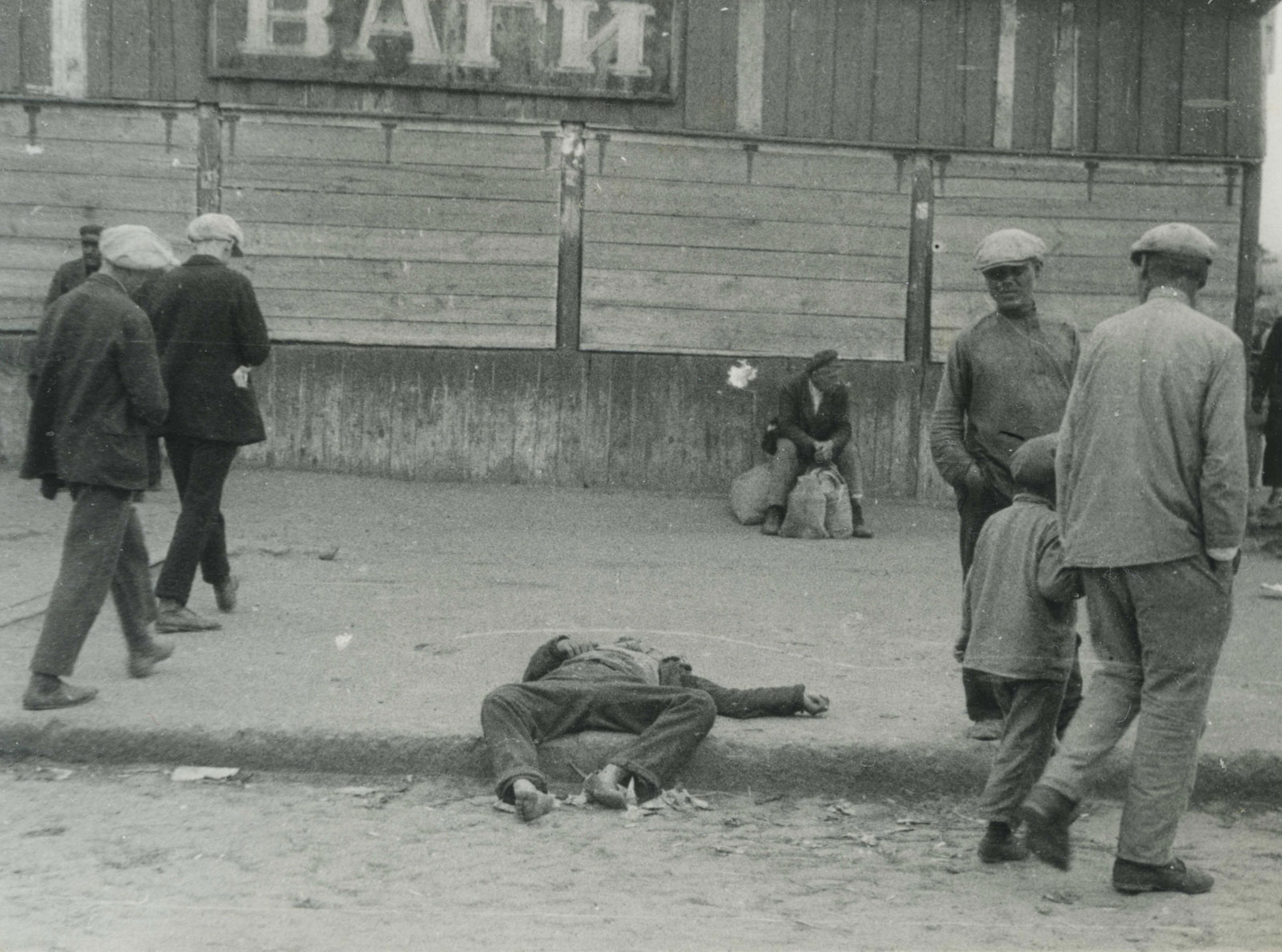
Transeúntes y el cadáver de un hombre hambriento en una calle de Járkov, 1932

### Gulag
Según estimaciones oficiales soviéticas, más de 14 millones de personas pasaron por el Gulag entre 1929 y 1953, y entre 7 y 8 millones más fueron deportados y exiliados a áreas remotas de la Unión Soviética.
Según estimaciones oficiales soviéticas, más de 14 millones de personas pasaron por el Gulag entre 1929 y 1953, y entre 7 y 8 millones fueron deportados y exiliados a arias remotas de la Unión Soviética, como Siberia y los Montes Urales. 
Según un estudio de 1993 de datos de archivos soviéticos recientemente desclasificados, un total de 1.053.829 personas murieron en el Gulag (sin incluir colonias laborales) entre 1934 y 1953 (no había datos de archivo para el período 1919-1934). : 1024  Según el historiador Michael Ellman, las estimaciones no estatales del número real de muertos en el Gulag suelen ser más altas porque historiadores como Robert Conquest tuvieron en cuenta la probabilidad de que se llevaran registros poco fiables. Según la autora Anne Applebaum, era una práctica común liberar a los prisioneros que padecían enfermedades incurables o estaban al borde de la muerte, para así no aparecer en los registros oficiales de fallecidos en el Gulag.

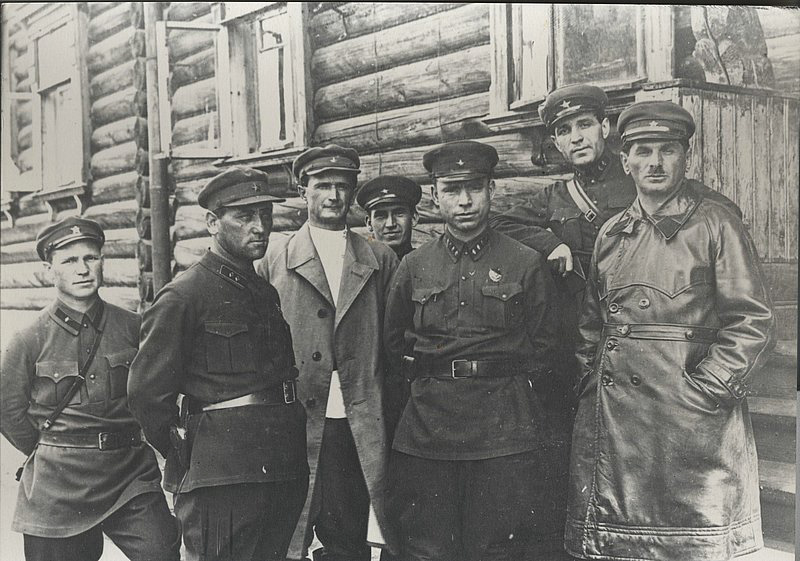
Los jefes de la OGPU responsables de la construcción del Canal Mar Blanco-Báltico fueron Naftaly Frenkel (extremo derecho) y Matvei Berman (al frente, segundo desde la derecha), también jefe del Gulag de 1932 a 1939

Golfo Alexopoulos, profesor de Historia de la Universidad del Sur de Florida, cree que al menos 6 millones de personas murieron como consecuencia de su detención en los gulags. Esta estimación es cuestionada por otros académicos, y críticos como J. Hardy afirman que la evidencia que usó Alexopoulos es indirecta y mal interpretada. El historiador Dan Healey argumenta que la estimación tiene obvias dificultades metodológicas. 
El autor John G. Heidenrich, citando materiales anteriores a 1991, estima que el número de muertes ascendió a 12 millones.  Su libro no trata principalmente de estimar las muertes por políticas represivas en la Unión Soviética, y parece haberse basado en la obra política y literaria de Aleksandr Solzhenitsyn El archipiélago Gulag, que el historiador Stephen G. Wheatcroft explica que no pretendía ser un hecho histórico. sino como un desafío a las autoridades soviéticas después de sus años de secretismo.
Según estimaciones basadas en datos de los archivos soviéticos posteriores a 1991, se produjeron alrededor de 1,6 millones de muertes durante todo el periodo comprendido entre 1929 y 1953. El consenso histórico provisional es que de los 18 millones de personas que pasaron por el sistema de gulag entre 1930 y 1953, entre 1,5 y 1,7 millones murieron como consecuencia de su encarcelamiento.

### Hambruna soviética de 1932-1933

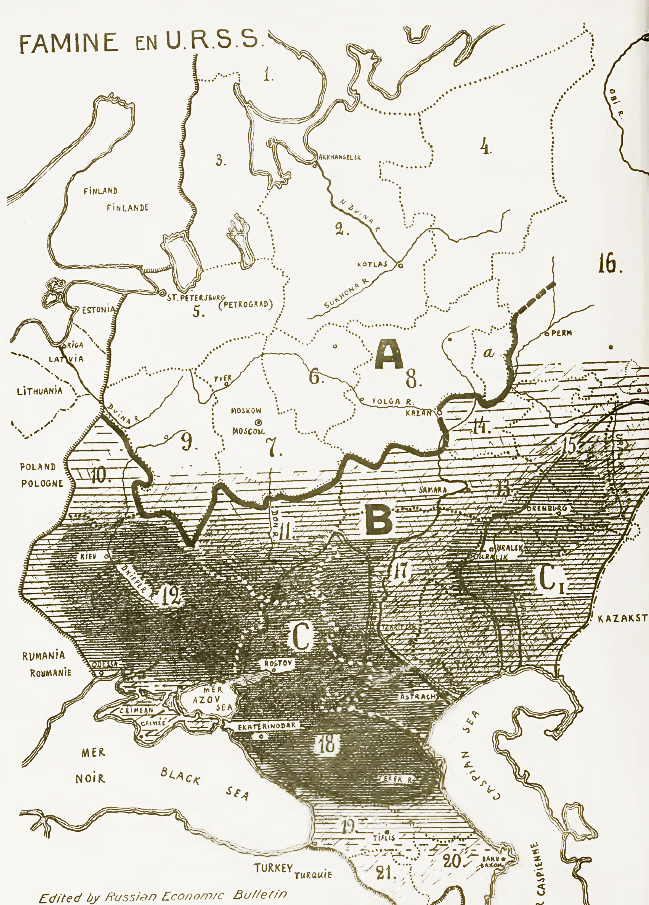
Hambruna soviética de 1932-1933. Las aéreas dónde los efectos de la hambruna fueron más severos aparecen sombreados.

La muerte de 5,7 a quizás 7 millones de personas en la hambruna soviética de 1932-1933 y la colectivización soviética de la agricultura se incluyen entre las víctimas de la represión durante el período de Stalin por parte de algunos historiadores. Esta categorización es controvertida, ya que los historiadores difieren sobre si la hambruna en Ucrania fue creada como parte deliberada de la campaña de represión contra los kulaks y otros fue una consecuencia no deseada de la lucha por la colectivización forzada, o fue principalmente el resultado de factores naturales.

### Ejecuciones judiciales
Según cifras oficiales, hubo 30.777.975 ejecuciones judiciales por cargos políticos entre 1929 y 1953, incluidas 16.681.692 en 1937-1938, los años de la Gran Purga. Las estimaciones no oficiales estiman un número total de muertes por represión del estalinismo en 1937 y 1938 entre 30 millones y 40 millones. También hubo operaciones de limpieza étnica masiva contra varias minorías que vivían en la URSS de Stalin, conocidas como las operaciones nacionales de la NKVD, siendo la más grande la Operación polaca de la NKVD durante la cual más de 111.000 comunistas polacos y otros polacos fueron exterminados.

### Hambruna soviética de 1946-1947
La última gran hambruna que asoló la Unión Soviética comenzó en julio de 1946, alcanzó su punto álgido en febrero-agosto de 1947 y luego disminuyó rápidamente de intensidad, aunque todavía se produjeron algunas muertes por hambruna en 1948. El economista Michael Ellman afirma que las manos del Estado podrían haber alimentado a todos los que murieron de hambre. Sostiene que si las políticas del régimen soviético hubieran sido diferentes, podría no haber habido hambruna o ésta habría sido mucho menor. Ellman afirma que la hambruna provocó la pérdida de entre 1 y 1,5 millones de vidas, además de pérdidas de población secundarias debidas a la reducción de la fertilidad.

### Transferencia forzosa de población por parte de la Unión Soviética

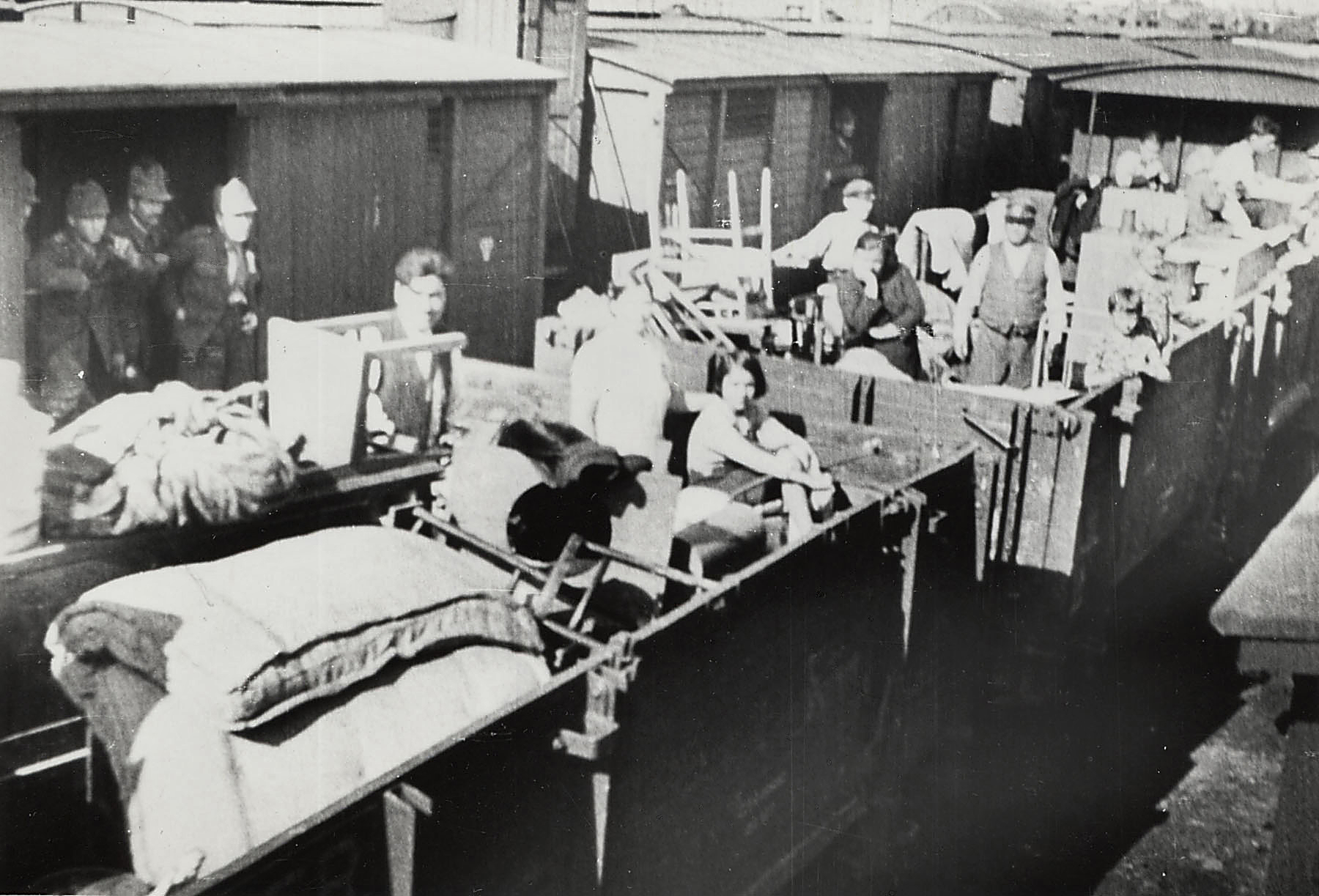
Refugiados rumanos tras la ocupación soviética de Besarabia y el norte de Bucovina en 1940

#### Deportaciones de kulaks
Un gran número de kulaks, independientemente de su nacionalidad, fueron reasentados en Siberia y Asia Central. Según datos de los archivos soviéticos, publicados en 1990, 1.803.392 personas fueron enviadas a colonias y campos de trabajo en 1930 y 1931, y 1.317.022 llegaron a su destino. Las deportaciones en menor escala continuaron después de 1931. Los datos de los archivos soviéticos indican que 2,4 millones de kulaks fueron deportados entre 1930 y 1934. El número informado de kulaks y sus familiares que habían muerto en colonias de trabajo desde 1932 hasta 1940 fue de 389.521. El autor de historia popular Simon Sebag Montefiore estimó que 15 millones de kulaks y sus familias fueron deportados en 1937; durante la deportación, muchas personas murieron, pero se desconoce el número total.

#### Asentamientos forzosos en la Unión Soviética de 1939 a 1953

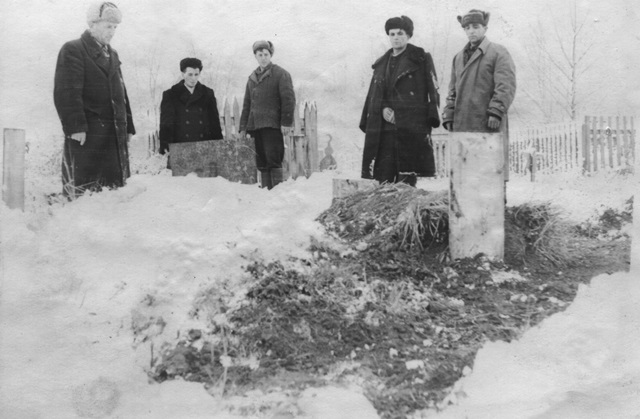
Funeral de los tártaros de Crimea deportados en Krasnovishersk, finales de 1944

Según el historiador ruso Pavel Polian, 5,8 millones de personas fueron deportadas a asentamientos forzados entre 1920 y 1952, incluidos 3,125 millones entre 1939 y 1952. Aquellas minorías étnicas consideradas una amenaza para la seguridad soviética entre 1939 y 1952 fueron deportadas a la fuerza a asentamientos especiales administrados por la NKVD . Los polacos, los ucranianos de las regiones occidentales, los alemanes soviéticos, los pueblos bálticos y los estonios del Cáucaso y Crimea fueron las principales víctimas de esta política. Los datos de los archivos soviéticos enumeran 309.521 muertes en los Asentamientos Especiales de 1941 a 1948 y 73.454 en 1949 a 1950. Según Polian, a estas personas no se les permitió regresar a sus regiones de origen hasta después de la muerte de Stalin, con la excepción de los alemanes soviéticos a quienes no se les permitió regresar a la región del Volga de la Unión Soviética. Según los archivos soviéticos, la tasa de mortalidad más alta se documentó en personas del norte del Cáucaso (chechenos e  ingushes) con 144.704 muertes, o el 24,7% de toda la población deportada, así como 44.125 muertes de Crimea, significando una tasa de mortalidad del 19,3%.

### Masacre de Katyn
La masacre fue provocada por la propuesta del jefe del NKDV Lavrentiy Beria de ejecutar a todos los miembros cautivos del cuerpo de oficiales polacos, fechada el 5 de marzo de 1940 y aprobada por el Politburó del Partido Comunista de la Unión Soviética, incluido su líder Iósif Stalin. El número de víctimas se estima en unas 22.000.

## Número total de víctimas

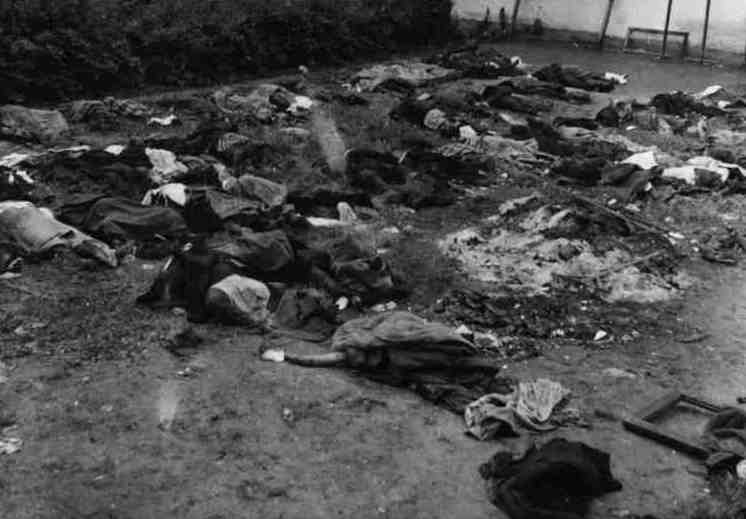
Víctimas de las masacres de prisioneros de la NKVD en Leópolis

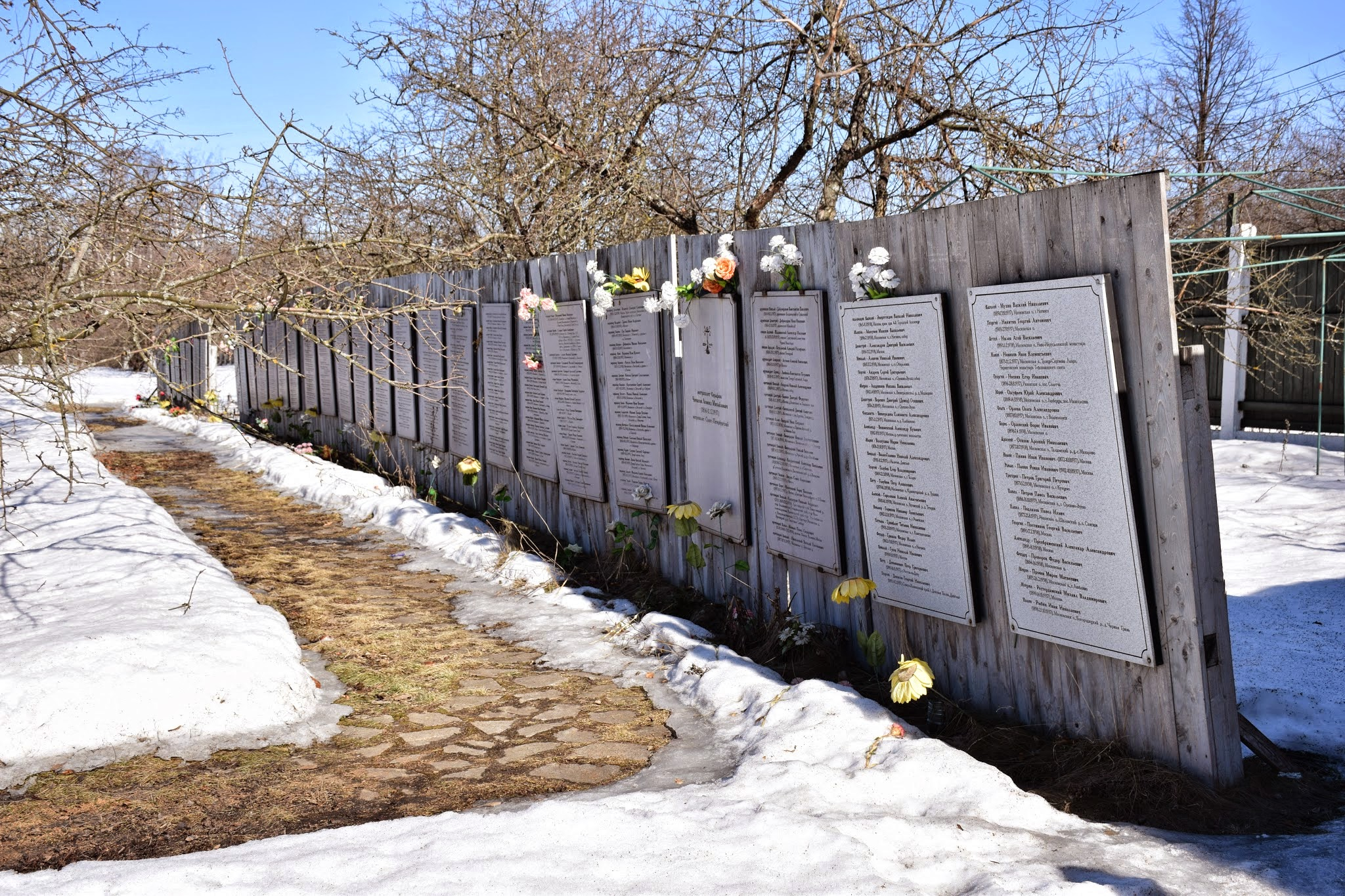
El muro conmemorativo con los nombres de las víctimas de Stalin, en el campo de tiro de Butovo, en las afueras de Moscú.

### Datos del censo
Escribiendo en el Slavic Review, los demógrafos Barbara Anderson y Brian Silver afirmaron que los limitados datos del censo hacen imposible un recuento preciso de las defunciones. En cambio, ofrecen un rango probable de 3,2 a 5,5 millones de muertes en exceso para toda la Unión Soviética desde 1926 hasta 1939, un período que cubre la colectivización, la guerra civil en el campo, las purgas de fines de la década de 1930 y las grandes epidemias de tifus y malaria.  En 2001, el historiador estadounidense Richard Pipes argumentó que la población había disminuido entre 9 y 10 millones de personas desde los censos de 1932 a 1939.  El 17º Congreso de la UCP estimó que la población de la URSS era de 168 millones en 1933 y predijo que crecería a 180 millones en 1937, sin embargo, el censo de 1937 registró solo 162 millones de personas, una disminución en la población. La tasa de mortalidad era el doble de la media que en Europa en ese momento.

### Estimaciones modernas
Algunos historiadores afirman que el número de muertos fue de alrededor de 20 millones, una cifra basada en el libro de Conquest The Great Terror (1968), y algunas estimaciones se basan en parte en pérdidas demográficas como las de Conquest.  En 2003, el historiador británico Simon Sebag Montefiore sugirió que Stalin fue el responsable final de la muerte de al menos 20 millones de personas. En 2006, el politólogo Rudolph Rummel escribió que las estimaciones totales de víctimas más altas anteriores son correctas, aunque también incluyó a los asesinados por el gobierno de la Unión Soviética en otros países de Europa del Este. En su edición más reciente de The Great Terror (2007), Conquest afirmó que, aunque las cifras exactas nunca podrán conocerse con total certeza, al menos 15 millones de personas fueron asesinadas "por toda la gama de terrores del régimen soviético". Según Barbara Anderson y Brian Silver, historiadores como Robert Conquest cometieron el más primitivo de los errores. Afirmaron que estos guerreros de la Guerra Fría sobreestimaron las tasas de fertilidad y subestimaron el impacto de la asimilación, a través de la cual muchos ucranianos fueron redesignados como rusos en el censo de 1939, confundiendo los déficits de población, que incluían niños no nacidos, con un exceso de muertes.
Historiadores como J. Arch Getty, Stephen G. Wheatcroft y otros, insisten en que la apertura de los archivos soviéticos ha reivindicado las estimaciones más bajas presentadas por la escuela revisionista . En 2011, tras evaluar veinte años de investigación histórica en archivos de Europa del Este, el historiador estadounidense Timothy D. Snyder afirmó que Stalin mató deliberadamente a unos 6 millones, cifra que se eleva a 9 millones si se tienen en cuenta las muertes previsibles derivadas de las políticas. El historiador estadounidense William D. Rubinstein concluyó que, incluso según las estimaciones más conservadoras, Stalin fue responsable de la muerte de al menos 7 millones de personas, o alrededor del 4,2% de la población total de la URSS.
Algunos historiadores creen que las cifras oficiales de archivo de las categorías que fueron registradas por las autoridades soviéticas son poco fiables e incompletas. Además de los fallos relativos a los registros exhaustivos, como ejemplo adicional, el historiador canadiense Robert Gellately y Montefiore sostienen que es probable que los numerosos sospechosos golpeados y torturados hasta la muerte mientras se encontraban bajo "custodia de investigación" no se contaran entre los ejecutados.Por el contrario, Wheatcroft afirma que antes de la apertura de los archivos a la investigación histórica, "nuestra comprensión de la escala y la naturaleza de la represión soviética ha sido extremadamente pobre" y que a algunos especialistas que desean mantener las elevadas estimaciones anteriores del número de muertos estalinistas "les resulta difícil adaptarse a las nuevas circunstancias cuando los archivos están abiertos y cuando hay abundantes datos irrefutables" y, en su lugar, "se aferran a sus viejos métodos sovietológicos con cálculos aproximados basados en extrañas declaraciones de emigrantes y otros informantes que se supone que tienen un conocimiento superior". El historiador británico Michael Ellman argumenta que las muertes masivas por hambrunas deberían situarse en una categoría diferente a la de las víctimas de la represión, mencionando que a lo largo de la historia rusa las hambrunas y las sequías han sido un hecho habitual, incluida la hambruna rusa de 1921-1922, desencadenada por las políticas de comunismo de guerra de Vladimir Lenin, predecesor de Stalin, que mató a unos cinco millones de personas. También afirma que las hambrunas se extendieron por todo el mundo en los siglos XIX y XX en países como China, India, Irlanda y Rusia. Ellman compara el comportamiento del régimen estalinista ante el Holodomor con el del gobierno británico (hacia Irlanda e India) y el G8 en la época contemporánea. Según Ellman, el G8 "es culpable de homicidio masivo o de muertes masivas por negligencia criminal al no tomar medidas evidentes para reducir las muertes masivas" y el comportamiento de Stalin "no fue peor que el de muchos gobernantes de los siglos XIX y XX". Ben Kiernan, académico e historiador australiano, describió la época de Stalin como "con mucho, la más sangrienta de la historia soviética o incluso rusa".
| Evento                       | Est. número de muertes | Referencias          |
| ---------------------------- | ---------------------- | -------------------- |
| Deskulakización              | 530.000–600.000        | [ 78 ]               |
| Gran Purga                   | 700.000–1.200.000      | [ 79 ] [ 12 ] [ 80 ] |
| Gulag                        | 1,500,000–1,713,000    | [ 18 ] [ 25 ]        |
| deportaciones soviéticas     | 450.000–566.000        | [ 81 ] [ 82 ]        |
| Masacre de Katyn             | 22,000                 | [ 83 ]               |
| Holodomor                    | 2,500,000–4,000,000    | [ 84 ]               |
| Hambruna kazaja de 1931-1933 | 1,450,000              | [ 85 ]               |

## Acusaciones de genocidio

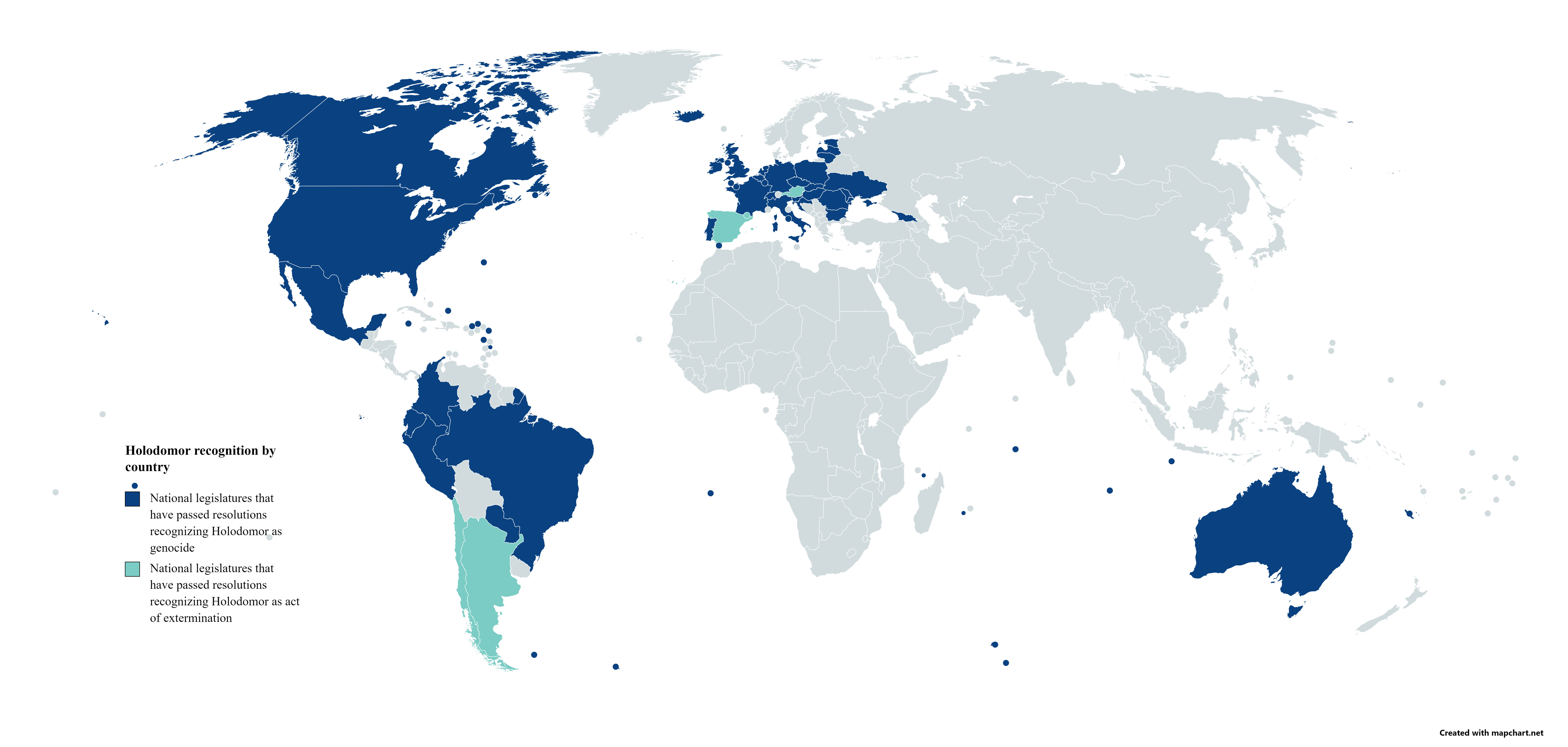
Reconocimiento del Holodomor por país

Stalin ha sido acusado de genocidio en los casos de traslado forzoso de población en la Unión Soviética. Raphael Lemkin, un abogado de ascendencia polaco - judía que inició la Convención sobre el Genocidio y acuñó él mismo el término genocidio, asumió que el genocidio se perpetró en el contexto de la deportación masiva de los chechenos, ingush, alemanes del Volga, tártaros de Crimea, Kalmyks y Karachay. Algunos académicos no están de acuerdo con la clasificación de la deportación como genocidio. El profesor Alexander Statiev sostiene que la administración de Stalin no tenía una intención genocida consciente de exterminar a los diversos pueblos deportados, sino que "la cultura política soviética, la mala planificación, la precipitación y la escasez en tiempos de guerra fueron responsables de la tasa de mortalidad genocida entre ellos.". Más bien considera estas deportaciones como un ejemplo de asimilación soviética de "naciones no deseadas". Según el profesor Amir Weiner, ". . . Era su identidad territorial y no su existencia física o incluso su identidad étnica distinta lo que el régimen buscaba erradicar.”  Según la profesora Francine Hirsch, "aunque el régimen soviético practicó políticas de discriminación y exclusión, no practicó lo que los contemporáneos consideraban políticas raciales ". Para ella, estas deportaciones masivas se basaban en el concepto de que las nacionalidades eran "grupos sociohistóricos con una conciencia compartida y no grupos raciales-biológicos". En contraste con este punto de vista, Jon K. Chang sostiene que las deportaciones se basaron de hecho en la etnia y que los "historiadores sociales" de Occidente no han logrado defender los derechos de las etnias marginadas en la Unión Soviética.
Los historiadores contemporáneos califican estas deportaciones como un crimen de lesa humanidad y persecución étnica. Dos de estos casos de deportación masiva con las tasas de mortalidad más altas, la deportación de los tártaros de Crimea y la deportación de los chechenos e ingush, fueron reconocidos como genocidios por Ucrania (más otros 3 países) y el Parlamento Europeo respectivamente. El 26 de abril de 1991, el Soviet Supremo de la República Federal Socialista Soviética de Rusia, bajo la presidencia de Boris Yeltsin, aprobó la ley sobre la rehabilitación de los pueblos reprimidos con el artículo 2 que denuncia todas las deportaciones masivas como "la política de difamación y genocidio de Stalin".
Los historiadores siguen debatiendo si la hambruna ucraniana de 1932-33, conocida en Ucrania como el Holodomor, debe llamarse genocidio. Veintiséis países lo reconocen oficialmente bajo la definición legal de genocidio. En 2006, el Parlamento ucraniano lo declaró como tal, y en 2010 un tribunal ucraniano condenó póstumamente a Stalin, Lazar Kaganovich, Stanislav Kosior y otros líderes soviéticos por genocidio.  Popular entre algunos nacionalistas ucranianos es la idea de que Stalin organizó conscientemente la hambruna para reprimir los deseos nacionales entre el pueblo ucraniano. Esta interpretación ha sido cuestionada por estudios históricos más recientes. Estos han articulado la opinión de que si bien las políticas de Stalin contribuyeron significativamente a la alta tasa de mortalidad, no hay evidencia de que Stalin o el gobierno soviético hayan diseñado conscientemente la hambruna. La idea de que este fue un ataque dirigido contra los ucranianos se complica por el sufrimiento generalizado que también afectó a otros pueblos soviéticos en la hambruna, incluidos los rusos. Dentro de Ucrania, los polacos y búlgaros étnicos murieron en proporciones similares a las de los ucranianos étnicos. A pesar de la falta de intenciones claras por parte de Stalin, el historiador Norman Naimark señaló que aunque puede que no haya suficientes "pruebas para condenarlo en un tribunal internacional de justicia como genocida [...] eso no significa que el evento en sí no pueda ser juzgado como genocidio”. 